# آدم بارتون (لاعب كريكت)
آدم بارتون (1995 في المملكة المتحدة - ) (بالإنجليزية: Adam Barton)‏ هو لاعب كريكت بريطاني. لعب مع نادي مقاطعة ساسكس للكركيت ‏ ونادي جامعة كامبريدج للكريكيت ‏.

## وصلات خارجية
- آدم بارتون على موقع إي آس بي آن كريك إنفو (الإنجليزية)